# Борисенко, Валентина Михайловна
Валентина Михайловна Борисенко (урожд. Белова; 28 января 1920, Череповец — 6 марта 1993, Ташкент) — советская шахматистка; гроссмейстер (1978). Отличник физической культуры (1957). Филолог.
Шахматистка активного позиционного стиля. Хорошо вела маневренную борьбу, тонко разбиралась в сложных окончаниях. В позициях любого типа стремилась к завладению инициативой.

## Биография
Родилась в Череповце в Вологодской области 28 января 1920 г. в семье врача. Позже с родителями переехала в Ленинград. С шахматами познакомилась во время учёбы в школе. В местных турнирах участвовала с 1937 г. Нормы для получения спортивных разрядов выполняла в мужских соревнованиях.
После начала Великой Отечественной войны была эвакуирована в Иркутскую область. Работала учителем в селе Хогот. Во время каникул работала трактористкой в колхозе.
Много занималась теорией дебюта. Мастер А. Б. Поляк называл В. М. Борисенко лучшим теоретиком среди советских шахматисток.
Участница 24 чемпионатов СССР. Является рекордсменкой по числу завоеванных медалей. Чемпионка СССР 1945, 1955, 1957 (выиграла дополнительный матч у К. А. Зворыкиной — 2½ : ½), 1960 (выиграла дополнительный матч у Т. Я. Затуловской — 4½ : 3½) и 1962 гг. Серебряный призёр чемпионатов СССР 1947 и 1950 гг. Бронзовый призёр чемпионатов СССР 1949, 1951, 1953 и 1956 гг. Ещё несколько раз приходила к финишу четвёртой.
Семикратная чемпионка Ленинграда (1940—1956 гг.). Четырёхкратная чемпионка РСФСР (1956—1960 гг.).
Многократная чемпионка ДСО «Локомотив».
Победительница тренировочного матч-турнира сильнейших женщин-мастеров (1950 г.; в турнире играли также Л. В. Руденко, Е. И. Быкова и О. Н. Рубцова) и 1-го Всесоюзного массового турнира (1956 г.).
В составе сборной Ленинграда победительница командного чемпионата СССР 1953 г. В составе сборной РСФСР серебряный (1962 г.) и дважды бронзовый (1958 и 1960 гг.) призёр командных чемпионатов СССР.
Участница соревнований на первенство мира (1949—1964 гг.); чемпионата мира (1949 / 1950) — 3—4-е места (с Е. И. Быковой); турниров претенденток: 1952 — 4—6-е; 1955 — 5-е; 1959 — 8-е; 1961 — 2-е; 1964 — 7—8-е места.
Победительница международного турнира в Галле (1970 г.).
В составе сборной СССР участница матчей с командами Великобритании, Югославии и др. В составе сборной РСФСР участница матчей с командами Болгарии и Венгрии.
В зрелые годы активно выступала в соревнованиях по переписке. Дважды становилась серебряным призёром чемпионата СССР. Участвовала в 1-м чемпионате мира по переписке среди женщин.

## Семья
Была замужем за гроссмейстером ИКЧФ Г. К. Борисенко (1922—2012).

## Примечательная партия
|   | a | b | c | d | e | f | g | h |   |
| - | --- | --- | --- | --- | --- | --- | --- | --- | - |
| 8 | a8 чёрная ладья · c8 чёрный слон · e8 чёрная ладья · g8 чёрный король · c7 чёрный ферзь · d7 чёрный конь · f7 чёрная пешка · g7 чёрная пешка · a6 чёрная пешка · f6 чёрный конь · h6 чёрная пешка · b5 чёрная пешка · c5 чёрная пешка · d5 белая пешка · a4 белая пешка · c4 белая пешка · e4 чёрная пешка · h4 белый слон · c3 белая пешка · e3 белая пешка · c2 белый ферзь · d2 белый конь · e2 белый слон · f2 белая ладья · g2 белая пешка · h2 белая пешка · f1 белая ладья · g1 белый король | a8 чёрная ладья · c8 чёрный слон · e8 чёрная ладья · g8 чёрный король · c7 чёрный ферзь · d7 чёрный конь · f7 чёрная пешка · g7 чёрная пешка · a6 чёрная пешка · f6 чёрный конь · h6 чёрная пешка · b5 чёрная пешка · c5 чёрная пешка · d5 белая пешка · a4 белая пешка · c4 белая пешка · e4 чёрная пешка · h4 белый слон · c3 белая пешка · e3 белая пешка · c2 белый ферзь · d2 белый конь · e2 белый слон · f2 белая ладья · g2 белая пешка · h2 белая пешка · f1 белая ладья · g1 белый король | a8 чёрная ладья · c8 чёрный слон · e8 чёрная ладья · g8 чёрный король · c7 чёрный ферзь · d7 чёрный конь · f7 чёрная пешка · g7 чёрная пешка · a6 чёрная пешка · f6 чёрный конь · h6 чёрная пешка · b5 чёрная пешка · c5 чёрная пешка · d5 белая пешка · a4 белая пешка · c4 белая пешка · e4 чёрная пешка · h4 белый слон · c3 белая пешка · e3 белая пешка · c2 белый ферзь · d2 белый конь · e2 белый слон · f2 белая ладья · g2 белая пешка · h2 белая пешка · f1 белая ладья · g1 белый король | a8 чёрная ладья · c8 чёрный слон · e8 чёрная ладья · g8 чёрный король · c7 чёрный ферзь · d7 чёрный конь · f7 чёрная пешка · g7 чёрная пешка · a6 чёрная пешка · f6 чёрный конь · h6 чёрная пешка · b5 чёрная пешка · c5 чёрная пешка · d5 белая пешка · a4 белая пешка · c4 белая пешка · e4 чёрная пешка · h4 белый слон · c3 белая пешка · e3 белая пешка · c2 белый ферзь · d2 белый конь · e2 белый слон · f2 белая ладья · g2 белая пешка · h2 белая пешка · f1 белая ладья · g1 белый король | a8 чёрная ладья · c8 чёрный слон · e8 чёрная ладья · g8 чёрный король · c7 чёрный ферзь · d7 чёрный конь · f7 чёрная пешка · g7 чёрная пешка · a6 чёрная пешка · f6 чёрный конь · h6 чёрная пешка · b5 чёрная пешка · c5 чёрная пешка · d5 белая пешка · a4 белая пешка · c4 белая пешка · e4 чёрная пешка · h4 белый слон · c3 белая пешка · e3 белая пешка · c2 белый ферзь · d2 белый конь · e2 белый слон · f2 белая ладья · g2 белая пешка · h2 белая пешка · f1 белая ладья · g1 белый король | a8 чёрная ладья · c8 чёрный слон · e8 чёрная ладья · g8 чёрный король · c7 чёрный ферзь · d7 чёрный конь · f7 чёрная пешка · g7 чёрная пешка · a6 чёрная пешка · f6 чёрный конь · h6 чёрная пешка · b5 чёрная пешка · c5 чёрная пешка · d5 белая пешка · a4 белая пешка · c4 белая пешка · e4 чёрная пешка · h4 белый слон · c3 белая пешка · e3 белая пешка · c2 белый ферзь · d2 белый конь · e2 белый слон · f2 белая ладья · g2 белая пешка · h2 белая пешка · f1 белая ладья · g1 белый король | a8 чёрная ладья · c8 чёрный слон · e8 чёрная ладья · g8 чёрный король · c7 чёрный ферзь · d7 чёрный конь · f7 чёрная пешка · g7 чёрная пешка · a6 чёрная пешка · f6 чёрный конь · h6 чёрная пешка · b5 чёрная пешка · c5 чёрная пешка · d5 белая пешка · a4 белая пешка · c4 белая пешка · e4 чёрная пешка · h4 белый слон · c3 белая пешка · e3 белая пешка · c2 белый ферзь · d2 белый конь · e2 белый слон · f2 белая ладья · g2 белая пешка · h2 белая пешка · f1 белая ладья · g1 белый король | a8 чёрная ладья · c8 чёрный слон · e8 чёрная ладья · g8 чёрный король · c7 чёрный ферзь · d7 чёрный конь · f7 чёрная пешка · g7 чёрная пешка · a6 чёрная пешка · f6 чёрный конь · h6 чёрная пешка · b5 чёрная пешка · c5 чёрная пешка · d5 белая пешка · a4 белая пешка · c4 белая пешка · e4 чёрная пешка · h4 белый слон · c3 белая пешка · e3 белая пешка · c2 белый ферзь · d2 белый конь · e2 белый слон · f2 белая ладья · g2 белая пешка · h2 белая пешка · f1 белая ладья · g1 белый король | 8 |
| 7 | a8 чёрная ладья · c8 чёрный слон · e8 чёрная ладья · g8 чёрный король · c7 чёрный ферзь · d7 чёрный конь · f7 чёрная пешка · g7 чёрная пешка · a6 чёрная пешка · f6 чёрный конь · h6 чёрная пешка · b5 чёрная пешка · c5 чёрная пешка · d5 белая пешка · a4 белая пешка · c4 белая пешка · e4 чёрная пешка · h4 белый слон · c3 белая пешка · e3 белая пешка · c2 белый ферзь · d2 белый конь · e2 белый слон · f2 белая ладья · g2 белая пешка · h2 белая пешка · f1 белая ладья · g1 белый король | a8 чёрная ладья · c8 чёрный слон · e8 чёрная ладья · g8 чёрный король · c7 чёрный ферзь · d7 чёрный конь · f7 чёрная пешка · g7 чёрная пешка · a6 чёрная пешка · f6 чёрный конь · h6 чёрная пешка · b5 чёрная пешка · c5 чёрная пешка · d5 белая пешка · a4 белая пешка · c4 белая пешка · e4 чёрная пешка · h4 белый слон · c3 белая пешка · e3 белая пешка · c2 белый ферзь · d2 белый конь · e2 белый слон · f2 белая ладья · g2 белая пешка · h2 белая пешка · f1 белая ладья · g1 белый король | a8 чёрная ладья · c8 чёрный слон · e8 чёрная ладья · g8 чёрный король · c7 чёрный ферзь · d7 чёрный конь · f7 чёрная пешка · g7 чёрная пешка · a6 чёрная пешка · f6 чёрный конь · h6 чёрная пешка · b5 чёрная пешка · c5 чёрная пешка · d5 белая пешка · a4 белая пешка · c4 белая пешка · e4 чёрная пешка · h4 белый слон · c3 белая пешка · e3 белая пешка · c2 белый ферзь · d2 белый конь · e2 белый слон · f2 белая ладья · g2 белая пешка · h2 белая пешка · f1 белая ладья · g1 белый король | a8 чёрная ладья · c8 чёрный слон · e8 чёрная ладья · g8 чёрный король · c7 чёрный ферзь · d7 чёрный конь · f7 чёрная пешка · g7 чёрная пешка · a6 чёрная пешка · f6 чёрный конь · h6 чёрная пешка · b5 чёрная пешка · c5 чёрная пешка · d5 белая пешка · a4 белая пешка · c4 белая пешка · e4 чёрная пешка · h4 белый слон · c3 белая пешка · e3 белая пешка · c2 белый ферзь · d2 белый конь · e2 белый слон · f2 белая ладья · g2 белая пешка · h2 белая пешка · f1 белая ладья · g1 белый король | a8 чёрная ладья · c8 чёрный слон · e8 чёрная ладья · g8 чёрный король · c7 чёрный ферзь · d7 чёрный конь · f7 чёрная пешка · g7 чёрная пешка · a6 чёрная пешка · f6 чёрный конь · h6 чёрная пешка · b5 чёрная пешка · c5 чёрная пешка · d5 белая пешка · a4 белая пешка · c4 белая пешка · e4 чёрная пешка · h4 белый слон · c3 белая пешка · e3 белая пешка · c2 белый ферзь · d2 белый конь · e2 белый слон · f2 белая ладья · g2 белая пешка · h2 белая пешка · f1 белая ладья · g1 белый король | a8 чёрная ладья · c8 чёрный слон · e8 чёрная ладья · g8 чёрный король · c7 чёрный ферзь · d7 чёрный конь · f7 чёрная пешка · g7 чёрная пешка · a6 чёрная пешка · f6 чёрный конь · h6 чёрная пешка · b5 чёрная пешка · c5 чёрная пешка · d5 белая пешка · a4 белая пешка · c4 белая пешка · e4 чёрная пешка · h4 белый слон · c3 белая пешка · e3 белая пешка · c2 белый ферзь · d2 белый конь · e2 белый слон · f2 белая ладья · g2 белая пешка · h2 белая пешка · f1 белая ладья · g1 белый король | a8 чёрная ладья · c8 чёрный слон · e8 чёрная ладья · g8 чёрный король · c7 чёрный ферзь · d7 чёрный конь · f7 чёрная пешка · g7 чёрная пешка · a6 чёрная пешка · f6 чёрный конь · h6 чёрная пешка · b5 чёрная пешка · c5 чёрная пешка · d5 белая пешка · a4 белая пешка · c4 белая пешка · e4 чёрная пешка · h4 белый слон · c3 белая пешка · e3 белая пешка · c2 белый ферзь · d2 белый конь · e2 белый слон · f2 белая ладья · g2 белая пешка · h2 белая пешка · f1 белая ладья · g1 белый король | a8 чёрная ладья · c8 чёрный слон · e8 чёрная ладья · g8 чёрный король · c7 чёрный ферзь · d7 чёрный конь · f7 чёрная пешка · g7 чёрная пешка · a6 чёрная пешка · f6 чёрный конь · h6 чёрная пешка · b5 чёрная пешка · c5 чёрная пешка · d5 белая пешка · a4 белая пешка · c4 белая пешка · e4 чёрная пешка · h4 белый слон · c3 белая пешка · e3 белая пешка · c2 белый ферзь · d2 белый конь · e2 белый слон · f2 белая ладья · g2 белая пешка · h2 белая пешка · f1 белая ладья · g1 белый король | 7 |
| 6 | a8 чёрная ладья · c8 чёрный слон · e8 чёрная ладья · g8 чёрный король · c7 чёрный ферзь · d7 чёрный конь · f7 чёрная пешка · g7 чёрная пешка · a6 чёрная пешка · f6 чёрный конь · h6 чёрная пешка · b5 чёрная пешка · c5 чёрная пешка · d5 белая пешка · a4 белая пешка · c4 белая пешка · e4 чёрная пешка · h4 белый слон · c3 белая пешка · e3 белая пешка · c2 белый ферзь · d2 белый конь · e2 белый слон · f2 белая ладья · g2 белая пешка · h2 белая пешка · f1 белая ладья · g1 белый король | a8 чёрная ладья · c8 чёрный слон · e8 чёрная ладья · g8 чёрный король · c7 чёрный ферзь · d7 чёрный конь · f7 чёрная пешка · g7 чёрная пешка · a6 чёрная пешка · f6 чёрный конь · h6 чёрная пешка · b5 чёрная пешка · c5 чёрная пешка · d5 белая пешка · a4 белая пешка · c4 белая пешка · e4 чёрная пешка · h4 белый слон · c3 белая пешка · e3 белая пешка · c2 белый ферзь · d2 белый конь · e2 белый слон · f2 белая ладья · g2 белая пешка · h2 белая пешка · f1 белая ладья · g1 белый король | a8 чёрная ладья · c8 чёрный слон · e8 чёрная ладья · g8 чёрный король · c7 чёрный ферзь · d7 чёрный конь · f7 чёрная пешка · g7 чёрная пешка · a6 чёрная пешка · f6 чёрный конь · h6 чёрная пешка · b5 чёрная пешка · c5 чёрная пешка · d5 белая пешка · a4 белая пешка · c4 белая пешка · e4 чёрная пешка · h4 белый слон · c3 белая пешка · e3 белая пешка · c2 белый ферзь · d2 белый конь · e2 белый слон · f2 белая ладья · g2 белая пешка · h2 белая пешка · f1 белая ладья · g1 белый король | a8 чёрная ладья · c8 чёрный слон · e8 чёрная ладья · g8 чёрный король · c7 чёрный ферзь · d7 чёрный конь · f7 чёрная пешка · g7 чёрная пешка · a6 чёрная пешка · f6 чёрный конь · h6 чёрная пешка · b5 чёрная пешка · c5 чёрная пешка · d5 белая пешка · a4 белая пешка · c4 белая пешка · e4 чёрная пешка · h4 белый слон · c3 белая пешка · e3 белая пешка · c2 белый ферзь · d2 белый конь · e2 белый слон · f2 белая ладья · g2 белая пешка · h2 белая пешка · f1 белая ладья · g1 белый король | a8 чёрная ладья · c8 чёрный слон · e8 чёрная ладья · g8 чёрный король · c7 чёрный ферзь · d7 чёрный конь · f7 чёрная пешка · g7 чёрная пешка · a6 чёрная пешка · f6 чёрный конь · h6 чёрная пешка · b5 чёрная пешка · c5 чёрная пешка · d5 белая пешка · a4 белая пешка · c4 белая пешка · e4 чёрная пешка · h4 белый слон · c3 белая пешка · e3 белая пешка · c2 белый ферзь · d2 белый конь · e2 белый слон · f2 белая ладья · g2 белая пешка · h2 белая пешка · f1 белая ладья · g1 белый король | a8 чёрная ладья · c8 чёрный слон · e8 чёрная ладья · g8 чёрный король · c7 чёрный ферзь · d7 чёрный конь · f7 чёрная пешка · g7 чёрная пешка · a6 чёрная пешка · f6 чёрный конь · h6 чёрная пешка · b5 чёрная пешка · c5 чёрная пешка · d5 белая пешка · a4 белая пешка · c4 белая пешка · e4 чёрная пешка · h4 белый слон · c3 белая пешка · e3 белая пешка · c2 белый ферзь · d2 белый конь · e2 белый слон · f2 белая ладья · g2 белая пешка · h2 белая пешка · f1 белая ладья · g1 белый король | a8 чёрная ладья · c8 чёрный слон · e8 чёрная ладья · g8 чёрный король · c7 чёрный ферзь · d7 чёрный конь · f7 чёрная пешка · g7 чёрная пешка · a6 чёрная пешка · f6 чёрный конь · h6 чёрная пешка · b5 чёрная пешка · c5 чёрная пешка · d5 белая пешка · a4 белая пешка · c4 белая пешка · e4 чёрная пешка · h4 белый слон · c3 белая пешка · e3 белая пешка · c2 белый ферзь · d2 белый конь · e2 белый слон · f2 белая ладья · g2 белая пешка · h2 белая пешка · f1 белая ладья · g1 белый король | a8 чёрная ладья · c8 чёрный слон · e8 чёрная ладья · g8 чёрный король · c7 чёрный ферзь · d7 чёрный конь · f7 чёрная пешка · g7 чёрная пешка · a6 чёрная пешка · f6 чёрный конь · h6 чёрная пешка · b5 чёрная пешка · c5 чёрная пешка · d5 белая пешка · a4 белая пешка · c4 белая пешка · e4 чёрная пешка · h4 белый слон · c3 белая пешка · e3 белая пешка · c2 белый ферзь · d2 белый конь · e2 белый слон · f2 белая ладья · g2 белая пешка · h2 белая пешка · f1 белая ладья · g1 белый король | 6 |
| 5 | a8 чёрная ладья · c8 чёрный слон · e8 чёрная ладья · g8 чёрный король · c7 чёрный ферзь · d7 чёрный конь · f7 чёрная пешка · g7 чёрная пешка · a6 чёрная пешка · f6 чёрный конь · h6 чёрная пешка · b5 чёрная пешка · c5 чёрная пешка · d5 белая пешка · a4 белая пешка · c4 белая пешка · e4 чёрная пешка · h4 белый слон · c3 белая пешка · e3 белая пешка · c2 белый ферзь · d2 белый конь · e2 белый слон · f2 белая ладья · g2 белая пешка · h2 белая пешка · f1 белая ладья · g1 белый король | a8 чёрная ладья · c8 чёрный слон · e8 чёрная ладья · g8 чёрный король · c7 чёрный ферзь · d7 чёрный конь · f7 чёрная пешка · g7 чёрная пешка · a6 чёрная пешка · f6 чёрный конь · h6 чёрная пешка · b5 чёрная пешка · c5 чёрная пешка · d5 белая пешка · a4 белая пешка · c4 белая пешка · e4 чёрная пешка · h4 белый слон · c3 белая пешка · e3 белая пешка · c2 белый ферзь · d2 белый конь · e2 белый слон · f2 белая ладья · g2 белая пешка · h2 белая пешка · f1 белая ладья · g1 белый король | a8 чёрная ладья · c8 чёрный слон · e8 чёрная ладья · g8 чёрный король · c7 чёрный ферзь · d7 чёрный конь · f7 чёрная пешка · g7 чёрная пешка · a6 чёрная пешка · f6 чёрный конь · h6 чёрная пешка · b5 чёрная пешка · c5 чёрная пешка · d5 белая пешка · a4 белая пешка · c4 белая пешка · e4 чёрная пешка · h4 белый слон · c3 белая пешка · e3 белая пешка · c2 белый ферзь · d2 белый конь · e2 белый слон · f2 белая ладья · g2 белая пешка · h2 белая пешка · f1 белая ладья · g1 белый король | a8 чёрная ладья · c8 чёрный слон · e8 чёрная ладья · g8 чёрный король · c7 чёрный ферзь · d7 чёрный конь · f7 чёрная пешка · g7 чёрная пешка · a6 чёрная пешка · f6 чёрный конь · h6 чёрная пешка · b5 чёрная пешка · c5 чёрная пешка · d5 белая пешка · a4 белая пешка · c4 белая пешка · e4 чёрная пешка · h4 белый слон · c3 белая пешка · e3 белая пешка · c2 белый ферзь · d2 белый конь · e2 белый слон · f2 белая ладья · g2 белая пешка · h2 белая пешка · f1 белая ладья · g1 белый король | a8 чёрная ладья · c8 чёрный слон · e8 чёрная ладья · g8 чёрный король · c7 чёрный ферзь · d7 чёрный конь · f7 чёрная пешка · g7 чёрная пешка · a6 чёрная пешка · f6 чёрный конь · h6 чёрная пешка · b5 чёрная пешка · c5 чёрная пешка · d5 белая пешка · a4 белая пешка · c4 белая пешка · e4 чёрная пешка · h4 белый слон · c3 белая пешка · e3 белая пешка · c2 белый ферзь · d2 белый конь · e2 белый слон · f2 белая ладья · g2 белая пешка · h2 белая пешка · f1 белая ладья · g1 белый король | a8 чёрная ладья · c8 чёрный слон · e8 чёрная ладья · g8 чёрный король · c7 чёрный ферзь · d7 чёрный конь · f7 чёрная пешка · g7 чёрная пешка · a6 чёрная пешка · f6 чёрный конь · h6 чёрная пешка · b5 чёрная пешка · c5 чёрная пешка · d5 белая пешка · a4 белая пешка · c4 белая пешка · e4 чёрная пешка · h4 белый слон · c3 белая пешка · e3 белая пешка · c2 белый ферзь · d2 белый конь · e2 белый слон · f2 белая ладья · g2 белая пешка · h2 белая пешка · f1 белая ладья · g1 белый король | a8 чёрная ладья · c8 чёрный слон · e8 чёрная ладья · g8 чёрный король · c7 чёрный ферзь · d7 чёрный конь · f7 чёрная пешка · g7 чёрная пешка · a6 чёрная пешка · f6 чёрный конь · h6 чёрная пешка · b5 чёрная пешка · c5 чёрная пешка · d5 белая пешка · a4 белая пешка · c4 белая пешка · e4 чёрная пешка · h4 белый слон · c3 белая пешка · e3 белая пешка · c2 белый ферзь · d2 белый конь · e2 белый слон · f2 белая ладья · g2 белая пешка · h2 белая пешка · f1 белая ладья · g1 белый король | a8 чёрная ладья · c8 чёрный слон · e8 чёрная ладья · g8 чёрный король · c7 чёрный ферзь · d7 чёрный конь · f7 чёрная пешка · g7 чёрная пешка · a6 чёрная пешка · f6 чёрный конь · h6 чёрная пешка · b5 чёрная пешка · c5 чёрная пешка · d5 белая пешка · a4 белая пешка · c4 белая пешка · e4 чёрная пешка · h4 белый слон · c3 белая пешка · e3 белая пешка · c2 белый ферзь · d2 белый конь · e2 белый слон · f2 белая ладья · g2 белая пешка · h2 белая пешка · f1 белая ладья · g1 белый король | 5 |
| 4 | a8 чёрная ладья · c8 чёрный слон · e8 чёрная ладья · g8 чёрный король · c7 чёрный ферзь · d7 чёрный конь · f7 чёрная пешка · g7 чёрная пешка · a6 чёрная пешка · f6 чёрный конь · h6 чёрная пешка · b5 чёрная пешка · c5 чёрная пешка · d5 белая пешка · a4 белая пешка · c4 белая пешка · e4 чёрная пешка · h4 белый слон · c3 белая пешка · e3 белая пешка · c2 белый ферзь · d2 белый конь · e2 белый слон · f2 белая ладья · g2 белая пешка · h2 белая пешка · f1 белая ладья · g1 белый король | a8 чёрная ладья · c8 чёрный слон · e8 чёрная ладья · g8 чёрный король · c7 чёрный ферзь · d7 чёрный конь · f7 чёрная пешка · g7 чёрная пешка · a6 чёрная пешка · f6 чёрный конь · h6 чёрная пешка · b5 чёрная пешка · c5 чёрная пешка · d5 белая пешка · a4 белая пешка · c4 белая пешка · e4 чёрная пешка · h4 белый слон · c3 белая пешка · e3 белая пешка · c2 белый ферзь · d2 белый конь · e2 белый слон · f2 белая ладья · g2 белая пешка · h2 белая пешка · f1 белая ладья · g1 белый король | a8 чёрная ладья · c8 чёрный слон · e8 чёрная ладья · g8 чёрный король · c7 чёрный ферзь · d7 чёрный конь · f7 чёрная пешка · g7 чёрная пешка · a6 чёрная пешка · f6 чёрный конь · h6 чёрная пешка · b5 чёрная пешка · c5 чёрная пешка · d5 белая пешка · a4 белая пешка · c4 белая пешка · e4 чёрная пешка · h4 белый слон · c3 белая пешка · e3 белая пешка · c2 белый ферзь · d2 белый конь · e2 белый слон · f2 белая ладья · g2 белая пешка · h2 белая пешка · f1 белая ладья · g1 белый король | a8 чёрная ладья · c8 чёрный слон · e8 чёрная ладья · g8 чёрный король · c7 чёрный ферзь · d7 чёрный конь · f7 чёрная пешка · g7 чёрная пешка · a6 чёрная пешка · f6 чёрный конь · h6 чёрная пешка · b5 чёрная пешка · c5 чёрная пешка · d5 белая пешка · a4 белая пешка · c4 белая пешка · e4 чёрная пешка · h4 белый слон · c3 белая пешка · e3 белая пешка · c2 белый ферзь · d2 белый конь · e2 белый слон · f2 белая ладья · g2 белая пешка · h2 белая пешка · f1 белая ладья · g1 белый король | a8 чёрная ладья · c8 чёрный слон · e8 чёрная ладья · g8 чёрный король · c7 чёрный ферзь · d7 чёрный конь · f7 чёрная пешка · g7 чёрная пешка · a6 чёрная пешка · f6 чёрный конь · h6 чёрная пешка · b5 чёрная пешка · c5 чёрная пешка · d5 белая пешка · a4 белая пешка · c4 белая пешка · e4 чёрная пешка · h4 белый слон · c3 белая пешка · e3 белая пешка · c2 белый ферзь · d2 белый конь · e2 белый слон · f2 белая ладья · g2 белая пешка · h2 белая пешка · f1 белая ладья · g1 белый король | a8 чёрная ладья · c8 чёрный слон · e8 чёрная ладья · g8 чёрный король · c7 чёрный ферзь · d7 чёрный конь · f7 чёрная пешка · g7 чёрная пешка · a6 чёрная пешка · f6 чёрный конь · h6 чёрная пешка · b5 чёрная пешка · c5 чёрная пешка · d5 белая пешка · a4 белая пешка · c4 белая пешка · e4 чёрная пешка · h4 белый слон · c3 белая пешка · e3 белая пешка · c2 белый ферзь · d2 белый конь · e2 белый слон · f2 белая ладья · g2 белая пешка · h2 белая пешка · f1 белая ладья · g1 белый король | a8 чёрная ладья · c8 чёрный слон · e8 чёрная ладья · g8 чёрный король · c7 чёрный ферзь · d7 чёрный конь · f7 чёрная пешка · g7 чёрная пешка · a6 чёрная пешка · f6 чёрный конь · h6 чёрная пешка · b5 чёрная пешка · c5 чёрная пешка · d5 белая пешка · a4 белая пешка · c4 белая пешка · e4 чёрная пешка · h4 белый слон · c3 белая пешка · e3 белая пешка · c2 белый ферзь · d2 белый конь · e2 белый слон · f2 белая ладья · g2 белая пешка · h2 белая пешка · f1 белая ладья · g1 белый король | a8 чёрная ладья · c8 чёрный слон · e8 чёрная ладья · g8 чёрный король · c7 чёрный ферзь · d7 чёрный конь · f7 чёрная пешка · g7 чёрная пешка · a6 чёрная пешка · f6 чёрный конь · h6 чёрная пешка · b5 чёрная пешка · c5 чёрная пешка · d5 белая пешка · a4 белая пешка · c4 белая пешка · e4 чёрная пешка · h4 белый слон · c3 белая пешка · e3 белая пешка · c2 белый ферзь · d2 белый конь · e2 белый слон · f2 белая ладья · g2 белая пешка · h2 белая пешка · f1 белая ладья · g1 белый король | 4 |
| 3 | a8 чёрная ладья · c8 чёрный слон · e8 чёрная ладья · g8 чёрный король · c7 чёрный ферзь · d7 чёрный конь · f7 чёрная пешка · g7 чёрная пешка · a6 чёрная пешка · f6 чёрный конь · h6 чёрная пешка · b5 чёрная пешка · c5 чёрная пешка · d5 белая пешка · a4 белая пешка · c4 белая пешка · e4 чёрная пешка · h4 белый слон · c3 белая пешка · e3 белая пешка · c2 белый ферзь · d2 белый конь · e2 белый слон · f2 белая ладья · g2 белая пешка · h2 белая пешка · f1 белая ладья · g1 белый король | a8 чёрная ладья · c8 чёрный слон · e8 чёрная ладья · g8 чёрный король · c7 чёрный ферзь · d7 чёрный конь · f7 чёрная пешка · g7 чёрная пешка · a6 чёрная пешка · f6 чёрный конь · h6 чёрная пешка · b5 чёрная пешка · c5 чёрная пешка · d5 белая пешка · a4 белая пешка · c4 белая пешка · e4 чёрная пешка · h4 белый слон · c3 белая пешка · e3 белая пешка · c2 белый ферзь · d2 белый конь · e2 белый слон · f2 белая ладья · g2 белая пешка · h2 белая пешка · f1 белая ладья · g1 белый король | a8 чёрная ладья · c8 чёрный слон · e8 чёрная ладья · g8 чёрный король · c7 чёрный ферзь · d7 чёрный конь · f7 чёрная пешка · g7 чёрная пешка · a6 чёрная пешка · f6 чёрный конь · h6 чёрная пешка · b5 чёрная пешка · c5 чёрная пешка · d5 белая пешка · a4 белая пешка · c4 белая пешка · e4 чёрная пешка · h4 белый слон · c3 белая пешка · e3 белая пешка · c2 белый ферзь · d2 белый конь · e2 белый слон · f2 белая ладья · g2 белая пешка · h2 белая пешка · f1 белая ладья · g1 белый король | a8 чёрная ладья · c8 чёрный слон · e8 чёрная ладья · g8 чёрный король · c7 чёрный ферзь · d7 чёрный конь · f7 чёрная пешка · g7 чёрная пешка · a6 чёрная пешка · f6 чёрный конь · h6 чёрная пешка · b5 чёрная пешка · c5 чёрная пешка · d5 белая пешка · a4 белая пешка · c4 белая пешка · e4 чёрная пешка · h4 белый слон · c3 белая пешка · e3 белая пешка · c2 белый ферзь · d2 белый конь · e2 белый слон · f2 белая ладья · g2 белая пешка · h2 белая пешка · f1 белая ладья · g1 белый король | a8 чёрная ладья · c8 чёрный слон · e8 чёрная ладья · g8 чёрный король · c7 чёрный ферзь · d7 чёрный конь · f7 чёрная пешка · g7 чёрная пешка · a6 чёрная пешка · f6 чёрный конь · h6 чёрная пешка · b5 чёрная пешка · c5 чёрная пешка · d5 белая пешка · a4 белая пешка · c4 белая пешка · e4 чёрная пешка · h4 белый слон · c3 белая пешка · e3 белая пешка · c2 белый ферзь · d2 белый конь · e2 белый слон · f2 белая ладья · g2 белая пешка · h2 белая пешка · f1 белая ладья · g1 белый король | a8 чёрная ладья · c8 чёрный слон · e8 чёрная ладья · g8 чёрный король · c7 чёрный ферзь · d7 чёрный конь · f7 чёрная пешка · g7 чёрная пешка · a6 чёрная пешка · f6 чёрный конь · h6 чёрная пешка · b5 чёрная пешка · c5 чёрная пешка · d5 белая пешка · a4 белая пешка · c4 белая пешка · e4 чёрная пешка · h4 белый слон · c3 белая пешка · e3 белая пешка · c2 белый ферзь · d2 белый конь · e2 белый слон · f2 белая ладья · g2 белая пешка · h2 белая пешка · f1 белая ладья · g1 белый король | a8 чёрная ладья · c8 чёрный слон · e8 чёрная ладья · g8 чёрный король · c7 чёрный ферзь · d7 чёрный конь · f7 чёрная пешка · g7 чёрная пешка · a6 чёрная пешка · f6 чёрный конь · h6 чёрная пешка · b5 чёрная пешка · c5 чёрная пешка · d5 белая пешка · a4 белая пешка · c4 белая пешка · e4 чёрная пешка · h4 белый слон · c3 белая пешка · e3 белая пешка · c2 белый ферзь · d2 белый конь · e2 белый слон · f2 белая ладья · g2 белая пешка · h2 белая пешка · f1 белая ладья · g1 белый король | a8 чёрная ладья · c8 чёрный слон · e8 чёрная ладья · g8 чёрный король · c7 чёрный ферзь · d7 чёрный конь · f7 чёрная пешка · g7 чёрная пешка · a6 чёрная пешка · f6 чёрный конь · h6 чёрная пешка · b5 чёрная пешка · c5 чёрная пешка · d5 белая пешка · a4 белая пешка · c4 белая пешка · e4 чёрная пешка · h4 белый слон · c3 белая пешка · e3 белая пешка · c2 белый ферзь · d2 белый конь · e2 белый слон · f2 белая ладья · g2 белая пешка · h2 белая пешка · f1 белая ладья · g1 белый король | 3 |
| 2 | a8 чёрная ладья · c8 чёрный слон · e8 чёрная ладья · g8 чёрный король · c7 чёрный ферзь · d7 чёрный конь · f7 чёрная пешка · g7 чёрная пешка · a6 чёрная пешка · f6 чёрный конь · h6 чёрная пешка · b5 чёрная пешка · c5 чёрная пешка · d5 белая пешка · a4 белая пешка · c4 белая пешка · e4 чёрная пешка · h4 белый слон · c3 белая пешка · e3 белая пешка · c2 белый ферзь · d2 белый конь · e2 белый слон · f2 белая ладья · g2 белая пешка · h2 белая пешка · f1 белая ладья · g1 белый король | a8 чёрная ладья · c8 чёрный слон · e8 чёрная ладья · g8 чёрный король · c7 чёрный ферзь · d7 чёрный конь · f7 чёрная пешка · g7 чёрная пешка · a6 чёрная пешка · f6 чёрный конь · h6 чёрная пешка · b5 чёрная пешка · c5 чёрная пешка · d5 белая пешка · a4 белая пешка · c4 белая пешка · e4 чёрная пешка · h4 белый слон · c3 белая пешка · e3 белая пешка · c2 белый ферзь · d2 белый конь · e2 белый слон · f2 белая ладья · g2 белая пешка · h2 белая пешка · f1 белая ладья · g1 белый король | a8 чёрная ладья · c8 чёрный слон · e8 чёрная ладья · g8 чёрный король · c7 чёрный ферзь · d7 чёрный конь · f7 чёрная пешка · g7 чёрная пешка · a6 чёрная пешка · f6 чёрный конь · h6 чёрная пешка · b5 чёрная пешка · c5 чёрная пешка · d5 белая пешка · a4 белая пешка · c4 белая пешка · e4 чёрная пешка · h4 белый слон · c3 белая пешка · e3 белая пешка · c2 белый ферзь · d2 белый конь · e2 белый слон · f2 белая ладья · g2 белая пешка · h2 белая пешка · f1 белая ладья · g1 белый король | a8 чёрная ладья · c8 чёрный слон · e8 чёрная ладья · g8 чёрный король · c7 чёрный ферзь · d7 чёрный конь · f7 чёрная пешка · g7 чёрная пешка · a6 чёрная пешка · f6 чёрный конь · h6 чёрная пешка · b5 чёрная пешка · c5 чёрная пешка · d5 белая пешка · a4 белая пешка · c4 белая пешка · e4 чёрная пешка · h4 белый слон · c3 белая пешка · e3 белая пешка · c2 белый ферзь · d2 белый конь · e2 белый слон · f2 белая ладья · g2 белая пешка · h2 белая пешка · f1 белая ладья · g1 белый король | a8 чёрная ладья · c8 чёрный слон · e8 чёрная ладья · g8 чёрный король · c7 чёрный ферзь · d7 чёрный конь · f7 чёрная пешка · g7 чёрная пешка · a6 чёрная пешка · f6 чёрный конь · h6 чёрная пешка · b5 чёрная пешка · c5 чёрная пешка · d5 белая пешка · a4 белая пешка · c4 белая пешка · e4 чёрная пешка · h4 белый слон · c3 белая пешка · e3 белая пешка · c2 белый ферзь · d2 белый конь · e2 белый слон · f2 белая ладья · g2 белая пешка · h2 белая пешка · f1 белая ладья · g1 белый король | a8 чёрная ладья · c8 чёрный слон · e8 чёрная ладья · g8 чёрный король · c7 чёрный ферзь · d7 чёрный конь · f7 чёрная пешка · g7 чёрная пешка · a6 чёрная пешка · f6 чёрный конь · h6 чёрная пешка · b5 чёрная пешка · c5 чёрная пешка · d5 белая пешка · a4 белая пешка · c4 белая пешка · e4 чёрная пешка · h4 белый слон · c3 белая пешка · e3 белая пешка · c2 белый ферзь · d2 белый конь · e2 белый слон · f2 белая ладья · g2 белая пешка · h2 белая пешка · f1 белая ладья · g1 белый король | a8 чёрная ладья · c8 чёрный слон · e8 чёрная ладья · g8 чёрный король · c7 чёрный ферзь · d7 чёрный конь · f7 чёрная пешка · g7 чёрная пешка · a6 чёрная пешка · f6 чёрный конь · h6 чёрная пешка · b5 чёрная пешка · c5 чёрная пешка · d5 белая пешка · a4 белая пешка · c4 белая пешка · e4 чёрная пешка · h4 белый слон · c3 белая пешка · e3 белая пешка · c2 белый ферзь · d2 белый конь · e2 белый слон · f2 белая ладья · g2 белая пешка · h2 белая пешка · f1 белая ладья · g1 белый король | a8 чёрная ладья · c8 чёрный слон · e8 чёрная ладья · g8 чёрный король · c7 чёрный ферзь · d7 чёрный конь · f7 чёрная пешка · g7 чёрная пешка · a6 чёрная пешка · f6 чёрный конь · h6 чёрная пешка · b5 чёрная пешка · c5 чёрная пешка · d5 белая пешка · a4 белая пешка · c4 белая пешка · e4 чёрная пешка · h4 белый слон · c3 белая пешка · e3 белая пешка · c2 белый ферзь · d2 белый конь · e2 белый слон · f2 белая ладья · g2 белая пешка · h2 белая пешка · f1 белая ладья · g1 белый король | 2 |
| 1 | a8 чёрная ладья · c8 чёрный слон · e8 чёрная ладья · g8 чёрный король · c7 чёрный ферзь · d7 чёрный конь · f7 чёрная пешка · g7 чёрная пешка · a6 чёрная пешка · f6 чёрный конь · h6 чёрная пешка · b5 чёрная пешка · c5 чёрная пешка · d5 белая пешка · a4 белая пешка · c4 белая пешка · e4 чёрная пешка · h4 белый слон · c3 белая пешка · e3 белая пешка · c2 белый ферзь · d2 белый конь · e2 белый слон · f2 белая ладья · g2 белая пешка · h2 белая пешка · f1 белая ладья · g1 белый король | a8 чёрная ладья · c8 чёрный слон · e8 чёрная ладья · g8 чёрный король · c7 чёрный ферзь · d7 чёрный конь · f7 чёрная пешка · g7 чёрная пешка · a6 чёрная пешка · f6 чёрный конь · h6 чёрная пешка · b5 чёрная пешка · c5 чёрная пешка · d5 белая пешка · a4 белая пешка · c4 белая пешка · e4 чёрная пешка · h4 белый слон · c3 белая пешка · e3 белая пешка · c2 белый ферзь · d2 белый конь · e2 белый слон · f2 белая ладья · g2 белая пешка · h2 белая пешка · f1 белая ладья · g1 белый король | a8 чёрная ладья · c8 чёрный слон · e8 чёрная ладья · g8 чёрный король · c7 чёрный ферзь · d7 чёрный конь · f7 чёрная пешка · g7 чёрная пешка · a6 чёрная пешка · f6 чёрный конь · h6 чёрная пешка · b5 чёрная пешка · c5 чёрная пешка · d5 белая пешка · a4 белая пешка · c4 белая пешка · e4 чёрная пешка · h4 белый слон · c3 белая пешка · e3 белая пешка · c2 белый ферзь · d2 белый конь · e2 белый слон · f2 белая ладья · g2 белая пешка · h2 белая пешка · f1 белая ладья · g1 белый король | a8 чёрная ладья · c8 чёрный слон · e8 чёрная ладья · g8 чёрный король · c7 чёрный ферзь · d7 чёрный конь · f7 чёрная пешка · g7 чёрная пешка · a6 чёрная пешка · f6 чёрный конь · h6 чёрная пешка · b5 чёрная пешка · c5 чёрная пешка · d5 белая пешка · a4 белая пешка · c4 белая пешка · e4 чёрная пешка · h4 белый слон · c3 белая пешка · e3 белая пешка · c2 белый ферзь · d2 белый конь · e2 белый слон · f2 белая ладья · g2 белая пешка · h2 белая пешка · f1 белая ладья · g1 белый король | a8 чёрная ладья · c8 чёрный слон · e8 чёрная ладья · g8 чёрный король · c7 чёрный ферзь · d7 чёрный конь · f7 чёрная пешка · g7 чёрная пешка · a6 чёрная пешка · f6 чёрный конь · h6 чёрная пешка · b5 чёрная пешка · c5 чёрная пешка · d5 белая пешка · a4 белая пешка · c4 белая пешка · e4 чёрная пешка · h4 белый слон · c3 белая пешка · e3 белая пешка · c2 белый ферзь · d2 белый конь · e2 белый слон · f2 белая ладья · g2 белая пешка · h2 белая пешка · f1 белая ладья · g1 белый король | a8 чёрная ладья · c8 чёрный слон · e8 чёрная ладья · g8 чёрный король · c7 чёрный ферзь · d7 чёрный конь · f7 чёрная пешка · g7 чёрная пешка · a6 чёрная пешка · f6 чёрный конь · h6 чёрная пешка · b5 чёрная пешка · c5 чёрная пешка · d5 белая пешка · a4 белая пешка · c4 белая пешка · e4 чёрная пешка · h4 белый слон · c3 белая пешка · e3 белая пешка · c2 белый ферзь · d2 белый конь · e2 белый слон · f2 белая ладья · g2 белая пешка · h2 белая пешка · f1 белая ладья · g1 белый король | a8 чёрная ладья · c8 чёрный слон · e8 чёрная ладья · g8 чёрный король · c7 чёрный ферзь · d7 чёрный конь · f7 чёрная пешка · g7 чёрная пешка · a6 чёрная пешка · f6 чёрный конь · h6 чёрная пешка · b5 чёрная пешка · c5 чёрная пешка · d5 белая пешка · a4 белая пешка · c4 белая пешка · e4 чёрная пешка · h4 белый слон · c3 белая пешка · e3 белая пешка · c2 белый ферзь · d2 белый конь · e2 белый слон · f2 белая ладья · g2 белая пешка · h2 белая пешка · f1 белая ладья · g1 белый король | a8 чёрная ладья · c8 чёрный слон · e8 чёрная ладья · g8 чёрный король · c7 чёрный ферзь · d7 чёрный конь · f7 чёрная пешка · g7 чёрная пешка · a6 чёрная пешка · f6 чёрный конь · h6 чёрная пешка · b5 чёрная пешка · c5 чёрная пешка · d5 белая пешка · a4 белая пешка · c4 белая пешка · e4 чёрная пешка · h4 белый слон · c3 белая пешка · e3 белая пешка · c2 белый ферзь · d2 белый конь · e2 белый слон · f2 белая ладья · g2 белая пешка · h2 белая пешка · f1 белая ладья · g1 белый король | 1 |
|   | a | b | c | d | e | f | g | h |   |

Одну из самых ярких своих партий В. И. Борисенко сыграла в 1955 г. против югославской шахматистки В. Неделькович.
В. Борисенко — В. Неделькович,
Турнир претенденток, Москва, 1955 г.
Защита Нимцовича
Примечания Г. К. Борисенко.
1.d4 ♘f6 2.с4 е6 3.♘с3 ♗b4 4.♘f3 0-0 5.♗g5 h6 6.♗h4 c5.
Наиболее активное продолжение.<…>
7.е3 d6.
Последовательным продолжением было 7… ♕а5, но тогда черные должны считаться не только со спокойным ответом 8. ♕с2, но и с жертвой пешки путем 8. ♗d3, а также с продолжением 8. ♗:f6 ♗:с3+ 9. bc ♕:c3+ 10. ♘d2 gf 11. ♖c1, при котором белые готовят переброску ферзя для атаки ослабленного королевского фланга черных. Заслуживал внимания также ход 7… cd с последующим ♕а5. <…>
8.♕с2 ♘bd7 9.♗e2 ♕а5.
Этот ход форсирует сдвоение белых пешек, но зато связан с потерей ценных темпов и вряд ли может быть оправдан.
10.0-0 ♗:с3 11.bc ♖е8.
Если сразу 11… e5, то следует неприятный для черных ответ 12. ♗:f6.
12.♘d2 ♕с7 13.f4 e5?
Вскрытие линии f ведет к тяжелой игре для черных. Следовало играть 13… d5.
14.fe de 15.d5 e4 16.a4 b6 17.♖f2 а6 18.♖аf1 b5.
Положение черных хуже, и нельзя поэтому их порицать за попытку обострить игру, хотя теперь белые получают возможность красивой комбинацией разрушить прикрытие чёрного короля. Лучшие шансы на защиту давал ход 18… ♕е5, но и тогда после 19. ♖f5 ♕е7 20. ♕b1 с дальнейшим переводом слона на c2 белые добивались явного преимущества.
(См. диаграмму)
19.♗:f6 ♘:f6 20.♖:f6! gf 21.♘:е4 ♖е5.
Не спасало черных продолжение 21… ♔g7 22. ♘:f6 ♖h8 из-за 23. ♕е4! Например, 23… ♗d7 (угрожало 24. ♘е8+) 24. ♕е7 или 23… ♗b7 24. ♕g4+ ♔f8 25. ♘d7+ ♔е7 26. ♖:f7+ ♔:f7 27. ♕е6+ ♔g7 28. ♕f6+. Теперь следует быстрый финал.
22.d6 ♕d8 23.♘:f6+ ♔f8 24.♕h7.
Черные сдались.

## Спортивные результаты
| Год                       | Город              | Соревнование                                                           | +  | − | =  | Результат | Место             |
| ------------------------- | ------------------ | ---------------------------------------------------------------------- | -- | - | -- | --------- | ----------------- |
| 1940                      | Ленинград          | Чемпионат Ленинграда                                                   |    |   |    | 9½ из 12  | 1                 |
| 1945                      | Ленинград          | Чемпионат Ленинграда                                                   |    |   |    |           | 1                 |
|                           | Москва             | 6-й чемпионат СССР                                                     | 6  | 0 | 3  | 7½ из 9   | 1                 |
| 1946                      |                    | Радиоматч СССР — Великобритания (11-я доска, против Э. Тренмер)        | 2  | 0 | 0  | 2 из 2    |                   |
| 1946 / 1947               | Москва             | 7-й чемпионат СССР                                                     | 8  | 2 | 6  | 11 из 16  | 2—3               |
| 1947                      | Ленинград          | Чемпионат Ленинграда                                                   | 6  | 1 | 4  | 8 из 11   | 4                 |
| 1947 / 1948               | Москва             | 8-й чемпионат СССР                                                     | 7  | 4 | 4  | 9 из 15   | 4—5               |
| 1948                      | Ленинград          | Чемпионат Ленинграда                                                   | 6  | 2 | 2  | 7 из 10   | 3                 |
| 1948 / 1949               | Москва             | 9-й чемпионат СССР                                                     | 9  | 4 | 4  | 11 из 17  | 3—4               |
| 1949 / 1950               | Москва             | Турнир на звание чемпионки мира                                        | 9  | 4 | 2  | 10 из 15  | 3—4               |
| 1950                      | Рига               | 10-й чемпионат СССР                                                    | 8  | 1 | 6  | 11 из 15  | 2                 |
|                           | Ленинград          | Чемпионат Ленинграда                                                   | 8  | 1 | 1  | 8½ из 10  | 1—2               |
|                           | Москва             | Матч-турнир советских женщин-мастеров                                  | 7  | 2 | 3  | 8½ из 12  | 1                 |
| 1951                      | Киев               | 11-й чемпионат СССР                                                    | 6  | 3 | 8  | 10 из 17  | 3—4               |
| 1952                      | Тбилиси            | 12-й чемпионат СССР                                                    | 8  | 4 | 5  | 10½ из 17 | 4—5               |
|                           | Москва             | Турнир претенденток                                                    | 7  | 2 | 6  | 10 из 15  | 4—6               |
| 1953                      | Ленинград          | Командный чемпионат СССР (сборная Ленинграда, 1-я женская доска)       |    |   |    |           | Команда — чемпион |
|                           | Ростов-на-Дону     | 13-й чемпионат СССР                                                    | 8  | 2 | 7  | 11½ из 17 | 3—5               |
| 1954                      | Рига               | Командный чемпионат СССР (сборная ДСО «Локомотив», 1-я женская доска)  | 6  | 2 | 2  | 7 из 10   |                   |
| 1955                      | Москва             | Турнир претенденток                                                    | 10 | 3 | 6  | 13 из 19  | 5                 |
|                           | Сухуми             | 15-й чемпионат СССР                                                    | 8  | 0 | 11 | 13½ из 19 | 1                 |
| 1956                      | Ростов-на-Дону     | Всесоюзный массовый турнир                                             |    |   |    |           | 1                 |
|                           | Туапсе             | Чемпионат РСФСР                                                        |    |   |    |           | 1                 |
|                           | Днепропетровск     | 16-й чемпионат СССР                                                    | 8  | 2 | 7  | 11½ из 17 | 3                 |
| 1957                      | Калуга             | Чемпионат РСФСР                                                        |    |   |    |           | 1                 |
|                           | Вильнюс            | 17-й чемпионат СССР                                                    | 7  | 0 | 10 | 12 из 17  | 1—2               |
| 1958                      | Саратов            | Чемпионат РСФСР                                                        |    |   |    |           | 1                 |
|                           | Вильнюс            | Командный чемпионат СССР (сборная РСФСР, 1-я женская доска)            |    |   |    |           | Команда — 3-я     |
|                           | Харьков            | 18-й чемпионат СССР                                                    | 7  | 3 | 10 | 12 из 20  | 5                 |
| 1959                      | Пловдив            | Турнир претенденток                                                    | 4  | 4 | 6  | 7 из 14   | 8                 |
|                           | Москва             | II Спартакиада народов СССР (сборная РСФСР, 1-я женская доска)         | 1  | 0 | 5  | 3½ из 6   |                   |
| 1960                      | Сочи               | Чемпионат РСФСР                                                        |    |   |    |           | 1                 |
|                           | Москва             | Командный чемпионат СССР (сборная РСФСР, 1-я женская доска)            |    |   |    |           | Команда — 3-я     |
|                           | Рига               | 20-й чемпионат СССР                                                    | 9  | 1 | 8  | 13 из 18  | 1—2               |
| 1961                      | Врнячка-Баня       | Турнир претенденток                                                    | 8  | 2 | 6  | 11 из 16  | 2                 |
|                           | Белград            | Матч Югославия — СССР (схевенингенская система)                        | 2  | 1 | 1  | 2½ из 4   |                   |
|                           | София              | Матч Болгария — РСФСР (9-я доска, против В. Асеновой)                  | 1  | 0 | 1  | 1½ из 2   |                   |
| 1962                      | Ереван             | 21-й чемпионат СССР                                                    | 9  | 1 | 9  | 13½ из 19 | 1                 |
|                           | Ленинград          | Командный чемпионат СССР (сборная РСФСР, 1-я женская доска)            | 3  | 2 | 3  | 4½ из 8   | Команда — 2-я     |
|                           | Рига               | 22-й чемпионат СССР                                                    | 7  | 5 | 7  | 10½ из 19 | 7—8               |
| 1963                      | Будапешт           | Матч Венгрия — РСФСР (11-я доска, против Э. Каракаш)                   | 2  | 0 | 2  | 3 из 4    |                   |
|                           | Баку               | 23-й чемпионат СССР                                                    | 4  | 6 | 9  | 8½ из 19  | 12—15             |
| 1964                      | Сухуми             | Турнир претенденток                                                    | 7  | 4 | 6  | 10 из 17  | 7—8               |
|                           | Ленинград          | Матч СССР — Югославия (схевенингенская система)                        | 3  | 1 | 0  | 3 из 4    |                   |
|                           | Тбилиси            | 24-й чемпионат СССР                                                    | 8  | 4 | 7  | 11½ из 19 | 6—7               |
| 1965                      | Брянск             | Международный турнир                                                   |    |   |    |           | 4—6               |
|                           | Бельцы             | 25-й чемпионат СССР                                                    | 10 | 5 | 4  | 12 из 19  | 4                 |
| 1966                      | Москва             | Командный чемпионат СССР (сборная ДСО «Локомотив»)                     |    |   |    |           |                   |
| 1967                      | Москва             | IV Спартакиада народов СССР (сборная Узбекской ССР, 1-я женская доска) | 3  | 3 | 3  | 4½ из 9   |                   |
|                           | Сочи               | 27-й чемпионат СССР                                                    |    |   |    | 7½ из 13  | 17—25             |
| 1968                      | Рига               | Командный чемпионат СССР (сборная ДСО «Локомотив»)                     |    |   |    |           |                   |
|                           | Ашхабад            | 28-й чемпионат СССР                                                    | 6  | 0 | 13 | 12½ из 19 | 4—5               |
| 1969                      | Гори               | 29-й чемпионат СССР                                                    | 9  | 3 | 7  | 12½ из 19 | 5                 |
| 1970                      | Галле              | Международный турнир                                                   | 5  | 0 | 6  | 8 из 11   | 1—2               |
|                           | Бельцы             | 30-й чемпионат СССР                                                    | 5  | 5 | 9  | 9½ из 19  | 10—12             |
| 1972                      | Москва             | Всесоюзная шахматная олимпиада (сборная Узбекской ССР)                 |    |   |    |           |                   |
| 1973 / 1974               | Тбилиси            | 33-й чемпионат СССР                                                    | 3  | 9 | 7  | 6½ из 19  | 19                |
| СОРЕВНОВАНИЯ ПО ПЕРЕПИСКЕ |                    |                                                                        |    |   |    |           |                   |
| 1968—1972                 | 1-й чемпионат мира | 1-й чемпионат мира                                                     |    |   |    | 5 из 11   | 8                 |
| 1974—1976                 | 4-й чемпионат СССР | 4-й чемпионат СССР                                                     |    |   |    | 15 из 20  | 2                 |
| 1976—1978                 | 5-й чемпионат СССР | 5-й чемпионат СССР                                                     |    |   |    | 15 из 18  | 1—2               |